# 西野 (美术家)
西野（1918年—1991年），原名郑西野，男，陕西韩城人，中国美术家，曾任人民美术出版社编辑室主任，中国美术家协会常务理事。

## 家庭
儿子吕朝华。